# Ковба, Денис Юрьевич
Дени́с Ю́рьевич Ко́вба (бел. Дзяніс Юр'евіч Коўба; 6 сентября 1979, Витебск — 18 ноября 2021, Москва) — белорусский футболист, полузащитник. Занимает второе место по матчам за «Крылья Советов» в чемпионатах России (221).

## Биография
Мать — белоруска, отец — украинец. Начал играть в футбол в Витебске. После детско-юношеской спортивной школы витебского «Локомотива» играл сначала за дубль, а потом и за основной состав команды. По совету отца в 1998 году Ковба уехал на Украину, в кировоградскую «Звезду», выступавшую тогда в высшей лиге украинского чемпионата.
В конце июня 2000 года самарские «Крылья Советов» заключили с Ковбой двухлетний контракт. 27 июня он провёл за «Крылья» свой первый матч, выйдя на 75 минуте встречи с «Аланией» во Владикавказе вместо Сергея Игнашевича.
10 марта 2007 года провёл свой 200-й матч в составе «Крыльев Советов» (во всех соревнованиях), которым стала игра 1-го тура чемпионата России против подмосковных «Химок». 30 сентября 2007 года в игре 25-го тура в Москве с «Динамо» сыграл за «Крылья Советов» 188 матч в чемпионатах России и стал единоличным рекордсменом самарского клуба по этому показателю (позднее рекорд Ковбы превзошёл Антон Бобёр). Всего Ковба сыграл 221 матч за «Крылья Советов» в чемпионатах России, 31 матч в Кубке России и 7 матчей в еврокубках.
29 июля 2009 года Ковба перешёл в чешскую «Спарту», с которой стал чемпионом Чехии.
3 июня 2010 года появилась информация о том, что Ковба может вернуться в «Крылья Советов». 10 июня Денис подписал полуторагодичный контракт с самарской командой. 20 декабря 2011 года покинул «Крылья Советов» в связи с истечением контракта. За 12 сезонов в «Крыльях Советов» Денис провёл более 250 матчей за клуб в различных турнирах, становился бронзовым призёром чемпионата России 2004 и финалистом Кубка России.
В 2013 году приступил к работе в клубном центре подготовки футболистов «Крыльев Советов» в качестве тренера-селекционера. Во второй половине 2017 года совместно с Виталием Булыгой открыл детскую школу в Минске.
В январе 2018 года вошёл в тренерский штаб «Витебска». В январе 2020 года перешёл на должность главного тренера дублирующей команды витебского клуба.
В 2021 году провёл 10 игр в белорусской второй лиге за клуб «Городокские львы». 23 мая 2021 года сыграл в матче 1/64 финала Кубка Беларуси против «Сенно» (0:1).
В ноябре 2021 года был госпитализирован в московскую инфекционную больницу № 2 с диагнозом COVID-19. Умер от последствий болезни 18 ноября 2021 года, панихида прошла 21 ноября в Софийском храме, похоронен на Рубёжном кладбище в Самаре. Матч «Крыльев Советов» в 15-м туре РПЛ против «Урала» начался с минуты молчания в память Ковбы.

## Семья
15 ноября 2007 года в Самаре у Дениса и его супруги Надежды родился сын Платон. 3 августа 2010 года у пары родился второй сын Захар.

## Достижения
- Чемпион Чехии 2010 года
- Обладатель Суперкубка Чехии 2010 года
- Бронзовый призёр чемпионата России 2004 года
- Финалист Кубка России 2004 года

## Клубная статистика
| Выступление             | Выступление             | Выступление      | Лига | Лига | Кубок | Кубок | Еврокубки | Еврокубки | Итого | Итого |
| Клуб                    | Лига                    | Сезон            | Игры | Голы | Игры  | Голы  | Игры      | Голы      | Игры  | Голы  |
| ----------------------- | ----------------------- | ---------------- | ---- | ---- | ----- | ----- | --------- | --------- | ----- | ----- |
| Локомотив (Витебск)     | Вторая лига (D2)        | 1996             | 1    | 0    | —     | —     | —         | —         | 1     | 0     |
| Локомотив (Витебск)     | Вторая лига (D2)        | 1997             | 28   | 0    | —     | —     | —         | —         | 28    | 0     |
| Локомотив (Витебск)     | Вторая лига (D3)        | 1998             | 12   | 1    | —     | —     | —         | —         | 12    | 1     |
| Локомотив (Витебск)     | Итого                   | Итого            | 41   | 1    | —     | —     | —         | —         | 41    | 1     |
| Звезда (Кировоград)     | Чемпионат Украины       | 1998/99          | 10   | 1    | 5     | 1     | —         | —         | 15    | 2     |
| Звезда (Кировоград)     | Чемпионат Украины       | 1999/00          | 25   | 0    | 4     | 0     | —         | —         | 29    | 0     |
| Звезда (Кировоград)     | Итого                   | Итого            | 35   | 1    | 9     | 1     | —         | —         | 44    | 2     |
| → Звезда-2 (Кировоград) | Вторая лига (D3)        | 1998/99          | 15   | 2    | —     | —     | —         | —         | 15    | 2     |
| → Звезда-2 (Кировоград) | Вторая лига (D3)        | 1999/00          | 3    | 0    | —     | —     | —         | —         | 3     | 0     |
| → Звезда-2 (Кировоград) | Итого                   | Итого            | 18   | 2    | —     | —     | —         | —         | 18    | 2     |
| Крылья Советов          | Чемпионат России        | 2000             | 8    | 0    | 1     | 0     | —         | —         | 9     | 0     |
| Крылья Советов          | Чемпионат России        | 2001             | 28   | 2    | 3     | 0     | —         | —         | 31    | 2     |
| Крылья Советов          | Российская премьер-лига | 2002             | 26   | 0    | 3     | 0     | 3         | 1         | 32    | 1     |
| Крылья Советов          | Российская премьер-лига | 2003             | 22   | 0    | 3     | 0     | —         | —         | 25    | 0     |
| Крылья Советов          | Российская премьер-лига | 2004             | 29   | 1    | 7     | 0     | —         | —         | 36    | 1     |
| Крылья Советов          | Российская премьер-лига | 2005             | 25   | 0    | 6     | 1     | 4         | 1         | 35    | 2     |
| Крылья Советов          | Российская премьер-лига | 2006             | 27   | 0    | 2     | 0     | —         | —         | 29    | 0     |
| Крылья Советов          | Российская премьер-лига | 2007             | 28   | 0    | 4     | 0     | —         | —         | 32    | 0     |
| Крылья Советов          | Российская премьер-лига | 2008             | 22   | 2    | 2     | 0     | —         | —         | 24    | 2     |
| Крылья Советов          | Российская премьер-лига | 2009             | 1    | 0    | —     | —     | —         | —         | 1     | 0     |
| Крылья Советов          | Российская премьер-лига | 2010             | 4    | 0    | —     | —     | —         | —         | 4     | 0     |
| Крылья Советов          | Российская премьер-лига | 2011/12          | 1    | 0    | 1     | 0     | —         | —         | 2     | 0     |
| Крылья Советов          | Итого                   | Итого            | 221  | 5    | 32    | 1     | 7         | 2         | 260   | 8     |
| → Крылья Советов-2      | Второй дивизион (В2)    | 2000             | 3    | 0    | —     | —     | —         | —         | 3     | 0     |
| → Крылья Советов-2      | Итого                   | Итого            | 3    | 0    | —     | —     | —         | —         | 3     | 0     |
| Спарта (Прага)          | Чемпионат Чехии         | 2009/10          | 8    | 0    | —     | —     | —         | —         | 8     | 0     |
| Спарта (Прага)          | Итого                   | Итого            | 8    | 0    | —     | —     | —         | —         | 8     | 0     |
| → Спарта-Б (Прага)      | Вторая лига (D2)        | 2009/10          | 4    | 0    | —     | —     | —         | —         | 4     | 0     |
| → Спарта-Б (Прага)      | Итого                   | Итого            | 4    | 0    | —     | —     | —         | —         | 4     | 0     |
| Александрия             | Чемпионат Украины       | 2011/12          | 6    | 0    | —     | —     | —         | —         | 6     | 0     |
| Александрия             | Итого                   | Итого            | 6    | 0    | —     | —     | —         | —         | 6     | 0     |
| Химки                   | Первенство ФНЛ (D2)     | 2012/13          | 2    | 0    | 1     | 0     | —         | —         | 3     | 0     |
| Химки                   | Итого                   | Итого            | 2    | 0    | 1     | 0     | —         | —         | 3     | 0     |
| Городокские львы        | Вторая лига (D3)        | 2021             | 10   | 0    | —     | —     | —         | —         | 10    | 0     |
| Городокские львы        | Итого                   | Итого            | 10   | 0    | —     | —     | —         | —         | 10    | 0     |
| Всего за карьеру        | Всего за карьеру        | Всего за карьеру | 348  | 9    | 42    | 2     | 7         | 2         | 397   | 13    |